# Palais de glace d'Anvers
 (mars 2025).
Le palais de glace d'Anvers était une patinoire située à Anvers en Belgique.

## Histoire
Le bâtiment est ouvert en 1910 comme piste de patins à roulettes sous le nom de « Skating du Cercle ». La piste est ensuite transformée en patinoire de 56 mètres de long et 18 mètres de large. Du 23 au 29 avril 1920, le palais de glace d'Anvers accueille les épreuves de patinage artistique et de hockey sur glace des Jeux olympiques de 1920. C'est la première fois que le hockey sur glace fait partie du programme olympique. Le bâtiment devient ensuite un garage Renault et le dépôt de la Société de taxis d'Anvers puis le parking Leopold. Il est détruit en 2016 pour laisser la place à de nouveaux appartements.